# 比翼の鳥

三才図会(1607-1609年)

比翼の鳥（ひよくのとり、簡: 比翼鸟）は、古代中国の伝説上の生物。鶼鶼、蛮蛮とも呼ばれる。伝説では、1つの翼と1つの眼しか持たないため、雄鳥と雌鳥が隣り合い、互いに飛行を支援しなければ飛ぶことができない。『山海経』の「五蔵山経西山経」によれば、この鳥が現れると、洪水が起きるという。『爾雅』の郭璞による注釈によれば、鳧（マガモ）に似て、青赤色をしている。
比翼の鳥の登場する、中国唐代の詩人・白居易の長編詩『長恨歌』の一節「在天願作比翼鳥、在地願爲連理枝」はよく知られ、男女の仲睦まじい様子を意味する故事成語「比翼連理」の由来となっている。

## 伝説
比翼の鳥の伝説に関する古典上の記述には、以下のものがある。
『山海経』「海外経海外南経」
「比翼鳥在其東，其為鳥青、赤，両鳥比翼。一曰在南山東。」
『山海経』「五蔵山経西山経」
「崇吾之山……有鳥焉，其状如鳧，而一翼一目，相得乃飛，名曰蛮蛮，見則天下大水。」
『爾雅』「釋地」
「南方有比翼鳥焉，不比不飛，其名謂之鶼鶼。」
郭璞注「似鳧，青赤色。」
『博物志』
「南方有比翼鳥，飛止飲啄，不相分離……死而復生，必在一処。」
『瑞応図』
「王者徳及高遠，則比翼鳥至。」
『曹子建集』「送応氏」
「山川阻且遠，別促会日長，願為比翼鳥，施翮起高翔。」